# Exochanthus
Exochanthus es un género con tres especies de orquídeas. Ha sido separado del género Dendrobium. Son grandes orquídeas epífitas de las montañas boscosas de Nueva Guinea. Se caracteriza por ser parecida al bambú, (cuando no está en flor).

## Descripción
Las especies son grandes orquídeas epífitas o litófitas con tallos aplanados, erectos o colgantes y articulados, con muchas hojas lanceoladas y también numerosos y cortos racimos que llevan unas pocas docenas de flores.

## Distribución y hábitat
Crecen en las horquillas de los árboles o en el suelo en lugares abiertos, en lugares cálidos, en zonas montañosas de los bosques de tierras altas. Se encuentran en Nueva Guinea y las Islas Salomón.

## Sinonimia
- Han sido segregadas del género Dendrobium Sw., 1799

## Taxonomía
El género fue promovido a género desde Dendrobium Sw., 1799 por 
M.A.Clem. & D.L.Jones en el año 2002.
El género cuenta actualmente con tres especies. La especie tipo es Exochanthus pleianthus..

## Especies
- Exochanthus dolichocaulos (Schltr.) M.A.Clem. & D.L.Jones, 2002
- Exochanthus phragmitoides (Schltr.) M.A.Clem. & D.L.Jones, 2002
- Exochanthus pleianthus (Schltr.) M.A.Clem. & D.L.Jones. 2002